# Neobalènids
Els neobalènids (Neobalaenidae) són una família de cetacis del parvordre dels misticets. Des de la seva descripció, hi ha hagut controvèrsia sobre la categoria taxonòmica i el contingut d'aquest grup. Alguns científics el tracten com una subfamília dels cetotèrids. Tanmateix, actualment és classificat com una família a part que inclou la balena franca pigmea (Caperea marginata) i el gènere Miocaperea, del Miocè del Perú.